# Amandla (Miles Davis)
Amandla è un album di Miles Davis pubblicato nel 1989.

## Il disco
Il titolo del disco deriva dalla parola zulu che significa "potere", e veniva usata come slogan nelle manifestazioni politiche contro l'Apartheid in Sudafrica.
Il titolo significa "libertà", come scrive nella sua autobiografia Miles Davis (pag.449. minimum fax, 2001).

## Tracce
1. Catémbe – 5:37
2. Cobra – 5:18
3. Big Time – 5:42
4. Hannibal – 5:51
5. Jo-Jo – 4:52
6. Amandla – 5:22
7. Jilli – 5:06
8. Mr. Pastorius – 5:41

## Formazione
- Miles Davis - tromba
- Marcus Miller - basso, clarinetto basso, chitarra, arrangiatore
- Omar Hakim - batteria
- Al Foster - batteria
- Ricky Wellman - batteria
- Don Alias - percussioni
- Paulinho Da Costa - percussioni
- Bashiri Johnson - percussioni
- Mino Cinelu - percussioni
- Jean-Paul Bourelly - chitarra, percussioni
- Kenny Garrett - sassofono
- Rick Margitza - sassofono
- George Duke - tastiere e Synclavier, arrangiatore
- Joey DeFrancesco - tastiere
- Joe Sample - pianoforte
- Michael Landau – chitarra
- Foley – chitarra solista
- John Bigham – chitarra, tastiere, drum machine, arrangiatore
- Billy Patterson – chitarra con wah-wah
- Steve Khan - chitarra
- Jason Miles – sintetizzatore, programmazione sintetizzatore